# 28 d'Aquari
28 d'Aquari (28 Aquarii) és una estrella gegant taronja en la constel·lació d'Aquari. 28 d'Aquari porta nomenclatura de Flamsteed. És aproximadament a 700 al de la Terra. Té menys metal·licitat que el sol, suggerint que és més antic.